# محمية تيدبينبيلا
محمية تيدبينبيلا الطبيعية (بالإنجليزية:Tidbinbilla Nature Reserve) هي منطقة محمية بمساحة 54.5 كم مربع، تقع بقرب حدود منتزه نامادجي الوطني (بالإنجليزية: Namadgi National Park) ، وهي على مسافة قصيرة بالسيارة من مدينة كانبيرا ، في إقليم العاصمة الأسترالية .

## الحيوانات الأصيلة
يعيش في هذه المحمية عدد من الحيوانات الأصيلة فيها مثل حيوان الكنغر والولب وخلد الماء والكوالا وطائر القيثارة والنعام وغيرها من الحيوانات البرية.

## احتراق المحمية
شب حريق ضخم في 18 من يناير 2003 دمر تسعة وتسعين بالمئة من مساحة الغابة وأفنى عددًا لا يحصى من الحيوانات دعي هذا في الصحف بحريق غابات كانبرا 2003

## صور من المحمية

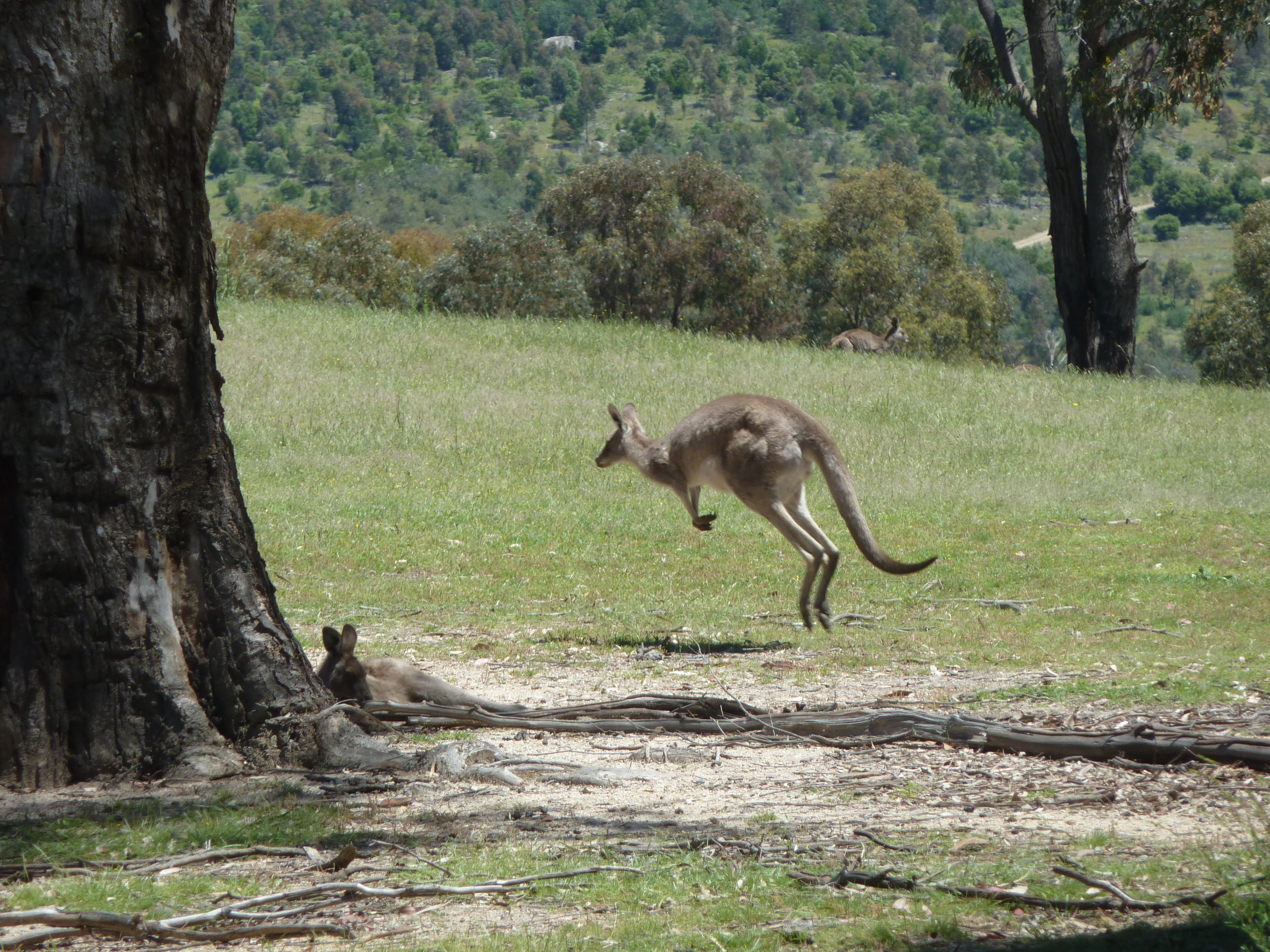
حيوان الكنغر الرمادي الشرقي
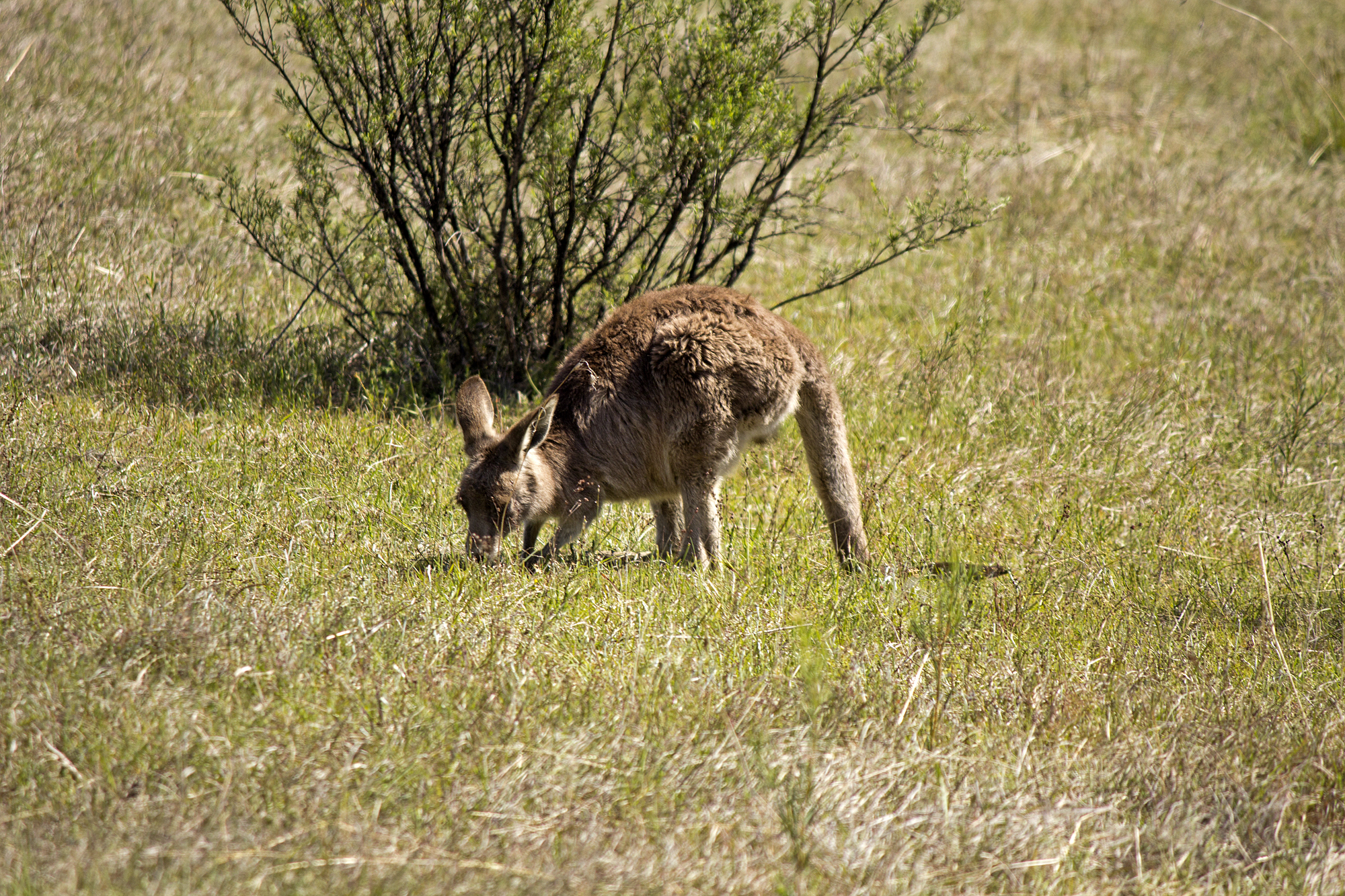
كنغر يرعى من العشب
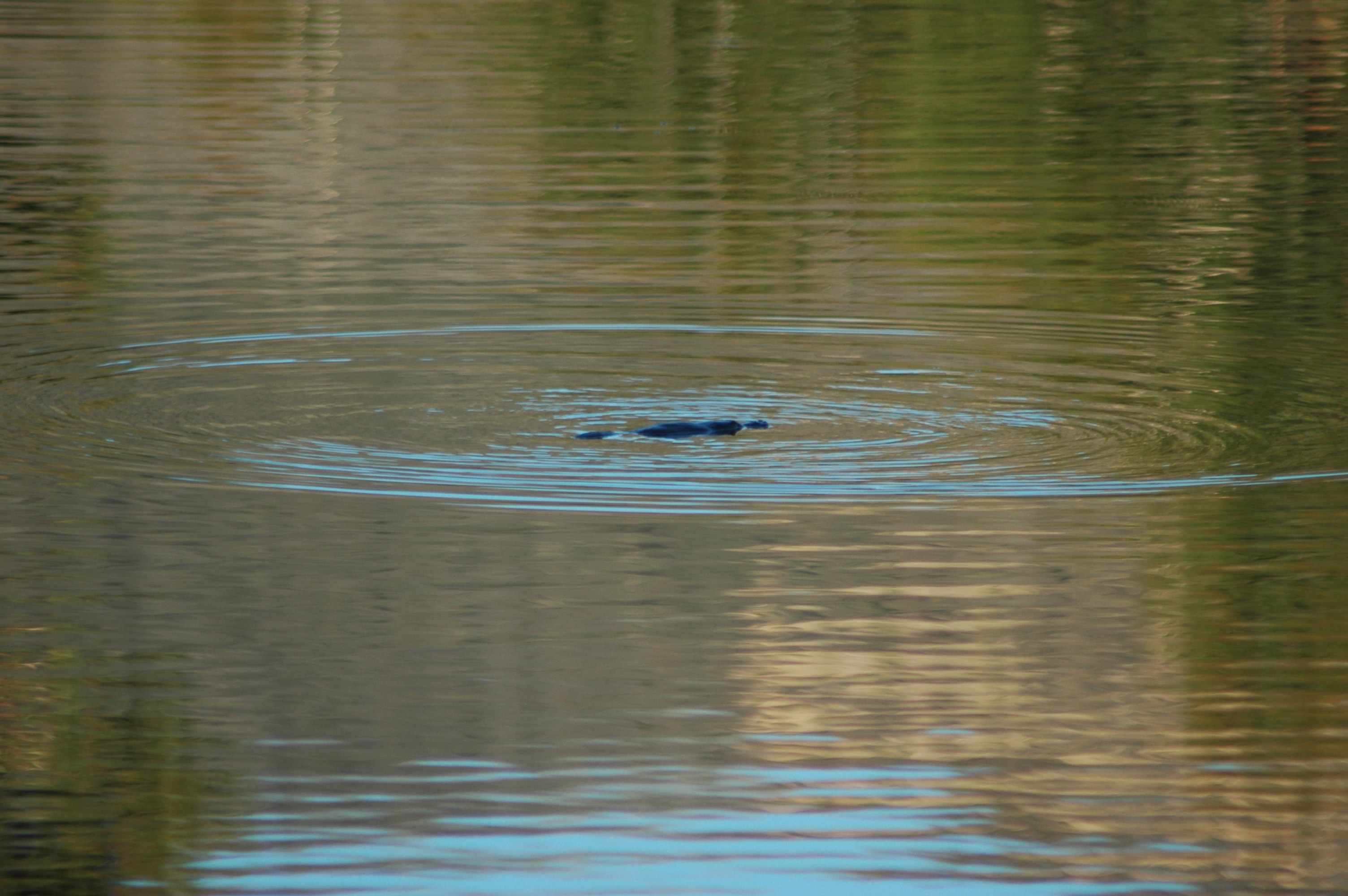
خلد الماء في أحد المجاري المائية
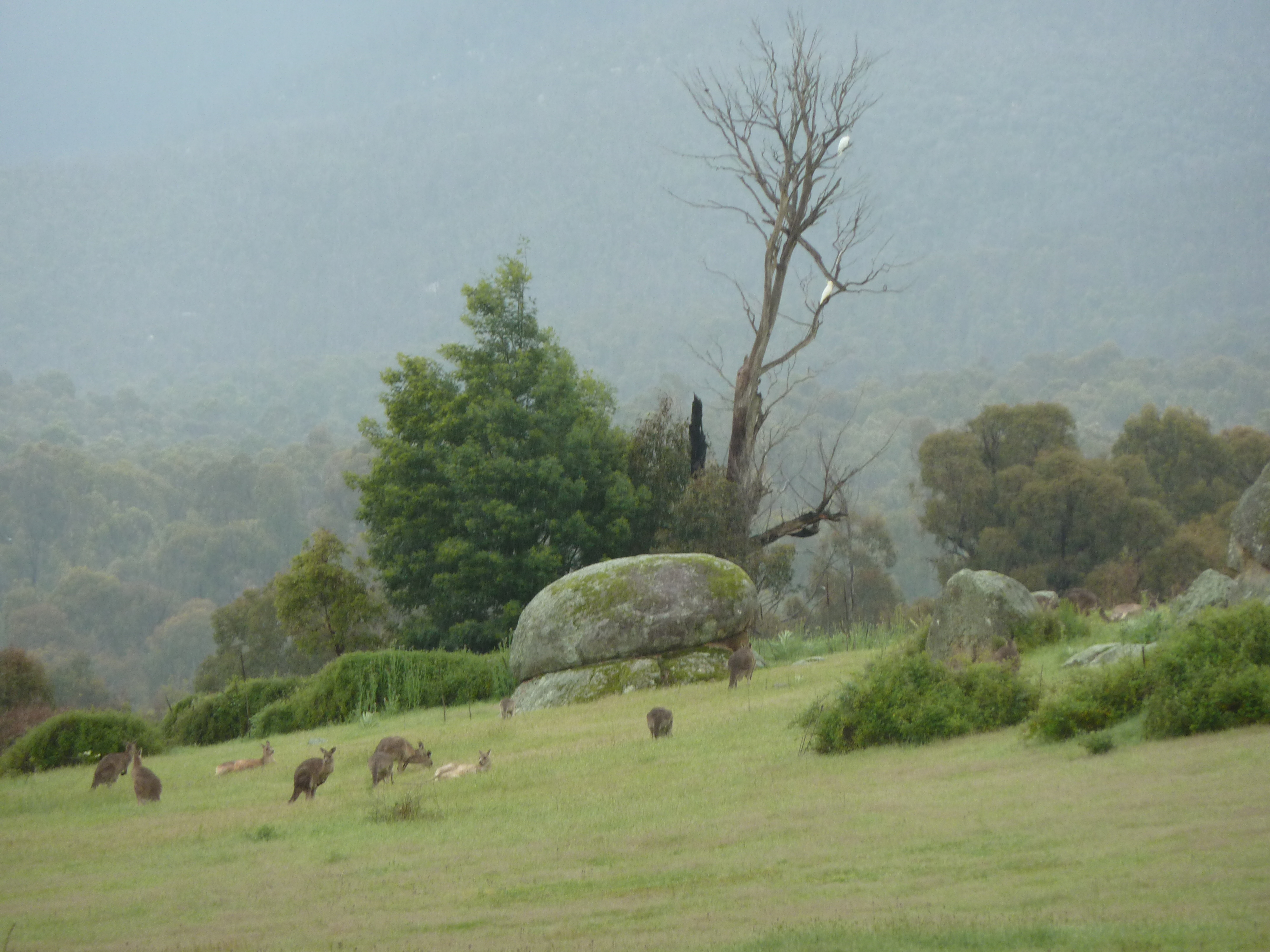
قطيع الكناغر الشرقية
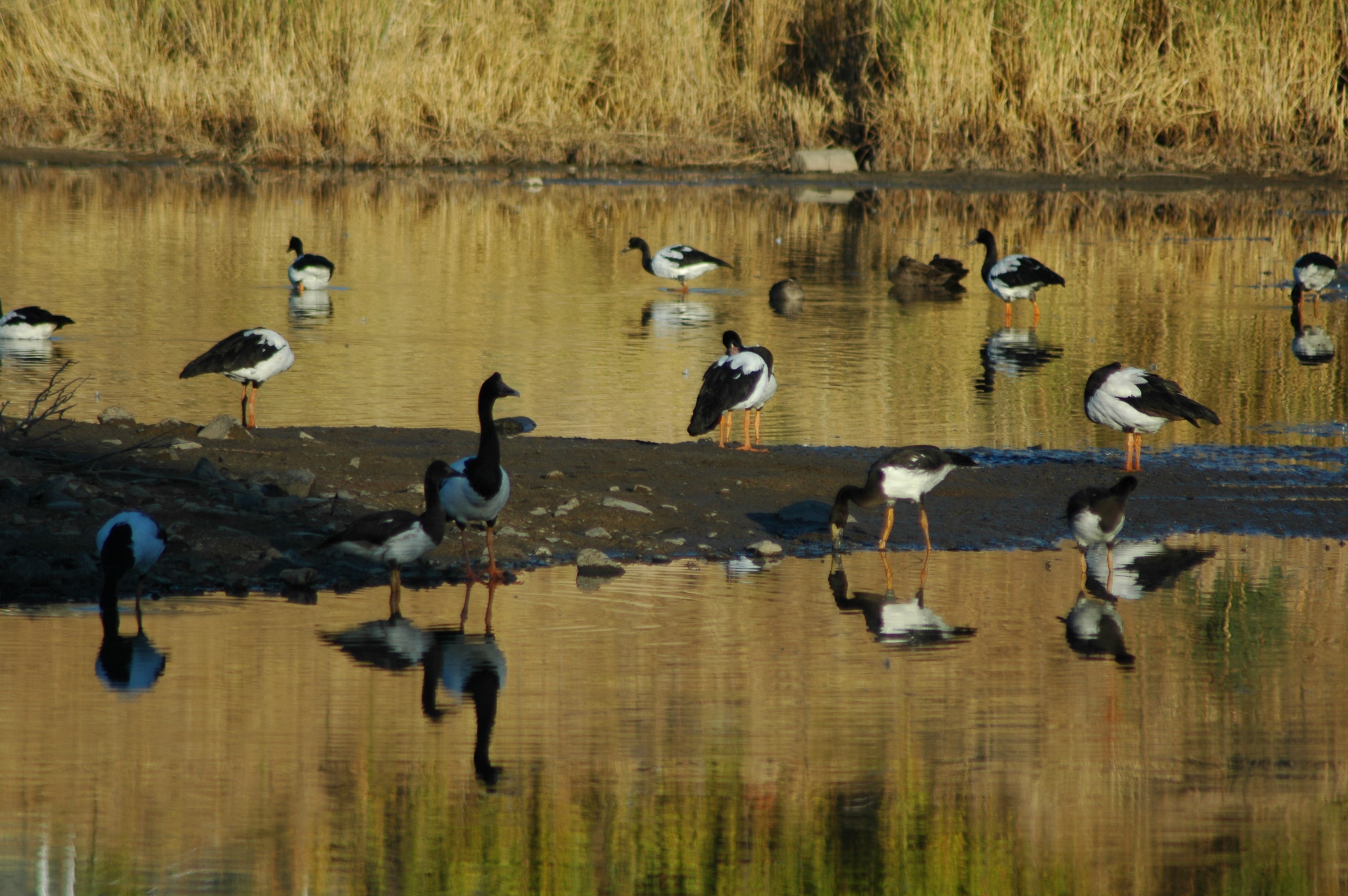
الوزة الخرجاء

## وصلات خارجية
- محمية تيدبينبيلا الطبيعية